# 武内健
武内 健（たけうち けん、1978年2月20日 - ）は、日本の男性声優。アーツビジョン所属。東京都出身。

## 略歴

### 生い立ち
東京都の下町の出身。
子供の頃は基本的に外で遊ぶ子供であった。当時は家の周囲も自然が残っていたため、原っぱで虫を捕ったり、雑木林でかくれんぼや鬼ごっこをしたり、野球やサッカーをして遊んでいた。その後、大人になってから家から出なくなったと語る。

### 声優になるまで
高校は都内の男子校に通っていた。昔から本を声に出して読むのが好きで、職業としての声優も知っていたが、芸能人のような存在であり、自分がなれるとは思っていなかった。しかし高校時代で進路を決める時期に「あぁそういえば……」と思い出し、声優を目指すようになった。
元々アニメは好きではなく、よく観ていたのは洋画や海外ドラマであった。『特攻野郎Aチーム』、『ナイトライダー』のナイト2000などで、職業としての声優を知ったのかもしれないと語っている。
両親はすんなり認めてくれたが、担任の教師には猛反対されていた。以前、卒業生にも声優志望がいたようだが、その人物について「未だにバイト漬けで全然売れてない」と説明され、「お前は大丈夫なのか？」と言われた。当時は若かったため、「なんとかなるだろう」と思った。反対を押し切り、日本ナレーション演技研究所に通い、在学中に少しずつ仕事をもらい、アーツビジョンの預かりになり、声優としての活動を始める。同期に福島潤、萩道彦がいる。

### キャリア
デビューは養成所、事務所預かり、正式所属というのがハッキリ区別されないままに流れで来てしまったため、「プロになって最初の仕事」という境界線が曖昧だった。時系列がぼんやりしてるが、一番古い仕事のひとつは2000年くらいの女性向けのPCゲームで、ファッションデザインコンテストのモデルになった主人公と語る。当時は全員がスタジオに揃って1日で収録を終えるという現場で、一切休憩を挟まず、昼飯も食べずにブースにこもりきりで、12時間も一気に収録していた。スタッフからは「休んでください」と言われていたが、ガムシャラだったため、「いえ、いいです、続けます」と断ったという。
ほぼ同時期に、正式なタイトルは忘れてしまったが、『ゴジラシリーズ』の逃げまどう人々の声、『クロスファイア』といった2本ほどの東宝作品のガヤを演じていた。アニメシーンの多い作品でもあるゲーム『BLOOD THE LAST VAMPIRE』で、初めてアニメーションに合わせたアテレコを経験。
初オーディションは『遊☆戯☆王デュエルモンスターズ』だったが、それには落選し、そのオーディションをきっかけにメインどころの役を貰ったのは『DEAR BOYS』の三浦蘭丸役だった。『DEAR BOYS』のオーディションでは、主人公の哀川和彦役で受けていたが、その台詞を終えた後、「ちょっとこっちの役もやってみて」と急遽やらせてくれたのが三浦役だったという。アニメや漫画には詳しくなかったため、『DEAR BOYS』が当時人気作品だったことも知らなかった。後に原作は単行本で読んだが、雑誌連載については読んでいなかったため、有名作品であることがよくわかったのはオーディションに受かった後だった。三浦役も女性から人気だったことも後から知り、「これは大きな役を頂いたな」とプレッシャーを感じていたという。
ほぼ同時に、『宇宙のステルヴィア』、『グリーングリーン』などで名前のある役を演じた。この頃の思い出は「お金がなかった」とのことで、レギュラーの仕事が増えるとアルバイトをしている時間が中々作れず、ギャラの振り込みは2 - 3ヵ月後になってしまうため、手元にお金が無く現場に行く電車賃にも苦労していた。
食事を奢ってもらうなど、現場で一緒になった先輩の優しさを痛感しており、「お金がない」とは言い出しにくく、食事に誘われても「お腹が空いてないので……」と断ったこともある。しかし先輩も事情を知っており、「いいよ、食べなよ」と優しく声を掛けてもらったことから、2014年時点では感謝しているという。

## 人物
声優の仕事を始めてから高校時代の同級生だったディレクターと現場で会い、「いつか呼ぼうと思ってたんだ」と言われてたという。高校時代はほとんど話をしたこともなかった人物だったが、昔なじみと仕事で会えたのは嬉しいことだと語る。
祖父は江戸っ子。

### 特色
どの作品も特別な意識はなく、しっかり演じることだけ考えている。芝居をする時は、まず台本を読んで直感的に大筋を決めていき、心の声のままに、台詞をまず声に出しているという。
テレビアニメ『グリーングリーン』では主人公の高崎祐介役を演じたが、これについては「芝居の間口を広げてくれた作品」だったという。「餓えた男子の元に女生徒がやってくる学園ドタバタ劇」というギャグテイストの強いストーリーだったことから、収録では皆がアドリブを自由に繰り出しており、「台本に無いことまでやっていいのか!」と思うことも多数あり、勉強になったという。
役柄で印象的だったのは、『牙 -KIBA-』であるという。1年ほど続いた作品なため、色々な役を演じていたが、その中でもデュケム役が印象的だという。悪役としては『マーメイドメロディー ぴちぴちピッチ ピュア』でガレオス役を演じていたが、コミカルな役どころだったため、シリアスな悪役はデュケム役が初だったという。デュケム役について「悪いヤツだが、部下思いの重厚な役柄で、心の奥に熱いものを持つ」と評しており、単純に演技をするのが楽しかったという。それまでは比較的爽やかな若者役が多かったため、血がたぎる漢の中の漢になれたのが面白かったという。演じる役柄は繊細だったり優しい役が多いため、悪役は「どこまで遊べるかな？」と考えるのも楽しいという。現場では色々と考え過ぎてしまい、抑揚を付けすぎたり、遊びすぎてたしなめられたりといったこともあった。
女性向け作品で演じている役は、線が細くて繊細な役どころが多いという。芝居のほうも深いところまで考えながら、繊細に演じることのほうが多くなり、熱血タイプのように、ストレートに感情表現すればいいキャラクターではないため、背景を鑑みながら、ひとつひとつ気持ちを構築していくようになるという。女性向け作品の場合は、台詞に対して「ここの気持ちはこうだから、もうちょっとこんな感じにしようかな？」、「ここは余計なことをしないほうがいいかな？」という微調整で、そういう細かいやり方をすることが多いかもしれないという。女性ファンはキャラクターの機微に細かく感情移入することから、演じるほうも気を使うという部分はあるかもしれないという。それが役者の醍醐味だったことから、細かい作業も苦にはならず、結果的にいい手応えが得られるととても嬉しいという。
BLCDにも多く出演しているが、学生時代に男性の痴漢に遭遇したことがあり、当初は抵抗があったという。電車の中のことだったため大事には至らなかったが、そんな経験もあり、男性から男性にアプローチするという世界に抵抗感はあった。ある人物から「キミがもし声優としてやっていくのなら、こういう作品を拒絶してはいけないんじゃないか？」と言われ、「確かにそうだ」と思い、出演していくうちに抵抗感も薄れ、作品として物語やキャラクターを楽しむことができるようになった。2014年時点ではBLに対する抵抗感はないが、描かれているのを現実世界のものではなく、ファンタジーとして受け取っているからかもしれないという。
BLCDの男性同士のラブシーンの演技の勉強はしておらず直感で行っているという。先に台本を貰うため、どんなシーンかは理解はしているが、息づかいやあえぎ声というものは練習はしていないという。特に受けが多いため、受けの場合は相手がどう攻めてくるかで芝居も変わってくるため、先方がアクションしてくれないとリアクションができないため、事前に準備はできないという。共演者の出方次第で、気持ちとしては「バッチコーイ！」であり、作品ごとや相手の役者ごとに演技も変わるため、慣れやセオリーもないという。
以前は子安武人との共演が多かったが、2014年時点ではテレビアニメ『BROTHERS CONFLICT』で、毎週顔を合わせていたことから、興津和幸が多い。

### 趣味・嗜好
趣味・特技は映画鑑賞、ビリヤード、音楽鑑賞。
映画はホラーと恋愛映画以外は好きである。ホラーはジャパニーズホラーならいいが、グロテスクで視覚的な怖さは苦手であり、サスペンス映画なら観ているという。恋愛映画のほうは、人の恋愛話を観ても心がときめかないため、観る機会が無いという。自宅派なため、主に映画館ではなくDVDで観ているが、2014年時点ではレンタルすることは少なく、気になるものはパッケージを買って観るほうが多いという。
音楽は、洋楽を聴くことが多いが、クラシックも聴く。他の音楽好きの人物と武内の聴き方は少し違う気がするといい、歌詞をあまり重要視しておらず、メロディーや雰囲気を楽しみたいタイプだという。クラシックはもとから歌詞がなく、洋楽は英語が得意ではないため、歌詞の内容まではわからず、「あれ？ 自分が思っていた方向の歌とちょっと違うぞ？」と感じるのがもったいなく、英語ができないからこそ、洋楽を純粋に音楽として楽しんでいるという。
クラシックはショパン、リスト、ベートーヴェンなどのピアノ曲が好きで、なかでもリストの『ラ・カンパネラ』、ベートーヴェンの『月光ソナタ』、ショパンは『木枯らし』、『黒鍵』、『革命』のエチュードが好きである。パガニーニなどの疾走感のある曲が好きである。ピアノは正式に習っていたわけではないが、昔は独学でよく弾いていたという。譜がちゃんと読めるわけではなかったが、姉がピアノを弾いていたため、見よう見まねで読み解きつつ、ベートーヴェンの曲は練習していたという。
洋楽は、ネットで色々な曲を聴いているが、賑やかな気持ちになれる曲が好きなようで、マリリン・マンソン、ノー・ダウトのグウェン・ステファニーの名前を挙げている。
家にいるほうが好きであり、引きこもりがちであるという。特に夏が苦手で、外に出ないという。一方、毎年花火大会だけは行くようにしており、友人と銀座で少し贅沢めな弁当を買い、ゴザを敷いて花火を見るのを恒例にしているという。
洋菓子やチョコレートが好きだが、一時期体重が一気に7kgくらい増えてしまったことがあったため、2014年時点ではお菓子は節制中である。以前は、食べたい時に好きなだけお菓子を食べる生活を送っていたが、2014年時点では、1日におやつはひとつで、1週間に一度くらいは、チューブトレーニングもするようになったという。昔からネギが苦手であり、外食の時は、2014年時点ではよけられるものはよけて食べている。他にはドジョウも苦手だという。
人生で初めて遊んだゲームは、ファミコンの『ドラゴンクエストIII そして伝説へ…』であった。小さい頃はテレビゲームもなく、前述の通り基本的に外で遊ぶ子供だったこともあり、ファミコンを手に入れたのも遅かったという。『ドラゴンクエストIII』も自分で買ったソフトではなく、人物に借りたものであった。
2014年時点ではPlayStation 2の『モンスターハンター』から『モンスターハンター』も熱中してプレイしており、『牧場物語』も好きだった。あまりアクションゲームは得意なほうではなく、格闘ゲームなどもあまりプレイしていないが、『モンスターハンター』はかなり上手いほうだと語る。
エニックス（現・スクウェア・エニックス）のゲーム『アストロノーカ』も熱中しており、それをベースにオンラインゲーム『コスモぐらし』ともプレイしていた。2014年時点では『コスモぐらし』のサービス終了後は、オンラインゲームをプレイをしていないという。2014年時点のMMO系のゲームは、少し人同士の関係も希薄な気がするため、「『コスモぐらし』くらいののどかなオンラインゲームをまた作ってくれないかな」と思っている。
ほかに熱中してたゲームは『メタルマックス』といい、「作業系のゲームは好きかもしれない」とのこと。RPGは『女神転生シリーズ』もプレイしていた。『ファイナルファンタジー』も『ファイナルファンタジーIII』からプレイしていた。『ファイナルファンタジー』はオンラインゲームはお試しで遊んだくらいで、あまり長続きはしなかった。恋愛シミュレーションゲームはプレイしないという。

### 交友関係
養成所時代からの付き合いであった同期の福島潤や萩道彦とよく喋っている。2014年時点では10年越しくらいで、「旅行に行こう」と何度となく誘われてもいるが、実現していないという。仕事の現場では興津和幸や羽多野渉たちと、気安くおしゃべりをしているという。

## 出演
太字はメインキャラクター。

### テレビアニメ
2002年
- おねがい☆ティーチャー（男子生徒）
- キディ・グレイド（ボーイ）
- 灰羽連盟（客）
- Weiß kreuz Glühen
- プリンセスチュチュ（男子生徒）

2003年
- 宇宙のステルヴィア（イアン・ソルバーグ）
- GAD GUARD（警官）
- グリーングリーン（高崎祐介）
- D.C. 〜ダ・カーポ〜（男子生徒1）
- DEAR BOYS（三浦蘭丸）
- フルメタル・パニック? ふもっふ（写真部員B）
- ぽぽたん（青年）
- 魔探偵ロキRAGNAROK（犯人B）

2004年
- エルフェンリート（佐藤、警官C、SAT隊員、隊員）
- 学園アリス（スミレの兄）
- クロノクルセイド（青年）
- サムライチャンプルー（用心棒、メンバー）
- 砂ぼうず（隊員、政府軍隊員）
- せんせいのお時間（男子生徒A）
- 天上天下（生徒）
- To Heart 〜Remember my Memories〜
- マーメイドメロディー ぴちぴちピッチ ピュア（ガレオス）

2005年
- いちご100%（男子生徒B）
- 極上生徒会（佐藤仁史、男子生徒1）
- BLACK CAT（ケビン＝マクドガル）
- ボボボーボ・ボーボボ（天ボボ）
- メジャー（2005年 - 2009年、及川） - 3シリーズ
- 焼きたて!!ジャぱん（観客）
- LOVELESS（海堂貴緒）

2006年
- 学園ヘヴン BOY'S LOVE HYPER!（小澤翔）
- 牙 -KIBA-（兵士、若者2、グスマ、幹部D、地獣人1）

2007年
- 彩雲国物語 第2シリーズ（医者）
- セイント・ビースト〜光陰叙事詩天使譚〜（アズ）

2010年
- kiss×sis（住之江圭太）

2012年
- エリアの騎士（沢村優司）
- 黒魔女さんが通る!!（レオナール伯爵）
- 忍たま乱太郎（山田先生の友達、秋季、キクラゲ城の侍）
- 名探偵コナン（鏡堂ツトム）

2013年
- BROTHERS CONFLICT（朝日奈琉生）

2014年
- ウィザード・バリスターズ 弁魔士セシル（キント）
- ドラえもん（テレビ朝日版第2期）（2014年 - 2018年、司会者、若者、レポーターの声、そば屋、侍 他）
- ハイキュー!!（駒木）
- ハマトラ（柊修二）

2015年
- 俺物語!!（アナウンス）
- ふうせんいぬティニー（けらい、オオカミ）

2016年
- 坂本ですが?（まりお）

2017年
- Spiritpact（端木落月）

2018年
- クレヨンしんちゃん（2018年 - 2022年、コーチ、先輩社員、スタッフA、司会者）

### 劇場アニメ
- 夢かける高原 清里の父 ポール・ラッシュ（2002年、滝口孝一〈青年時代〉[17]）
- ガラスのうさぎ（2005年、川島晴喜）
- 銀幕ヘタリア Axis Powers Paint it, White（白くぬれ!）（2010年、リトアニア）
- 名探偵コナン 純黒の悪夢（2016年、キャスト）
- クレヨンしんちゃん 爆盛!カンフーボーイズ〜拉麺大乱〜（2018年、店員B）

### OVA
- kiss×sis（2008年、住之江圭太）
- BROTHERS CONFLICT（2015年、朝日奈琉生）

### Webアニメ
- ヘタリア（2009年 - 2015年、リトアニア、イギリス兵、おじさん、ポール、他国猫、キリン、他の人、ちびリトアニア、男、トルコ人、犯人） - 6シリーズ
- 異字元合体もじバケるZ（2014年、プロフェッサー・アクト（綴悪斗））

### ゲーム
2000年
- Photogenic（大野裕貴）
- BLOOD THE LAST VAMPIRE（少年）

2001年
- パートナー（高橋竜哉）

2004年
- Wings Innocent（ショーン〈翔音〉、クリーヴランド）
- 帝国千戦記（PS2版）（貴沙烙）

2005年
- ラジアータ ストーリーズ（ジーニアス・ヴァイスハイト）
- 影牢II -Dark illusion-

2006年
- Etude prologue 〜揺れ動く心のかたち〜（片桐那智）

2008年
- Real Rode（アルヴァンド）

2010年
- TAKUYO Mix Box 〜ファーストアニバーサリー〜（片桐那智）
- Real Rode PORTABLE（アルヴァンド）

2011年
- MISS PRINCESS ミスプリ!（鷹司カオル）

2012年
- BROTHERS CONFLICT PASSION PINK（朝日奈琉生）

2013年
- BROTHERS CONFLICT BRILLIANT BLUE（朝日奈琉生）
- ボーイフレンド（仮）（雨宮久遠）

2014年
- 魔女っ子少年マジカルピース（櫻井陽太／マギ・キング）

2015年
- アウトディビジョン -刑徒隷僕区-（世良宙宇）

2016年
- アルテイルクロニクル（カタラ）

2017年
- 白と黒のアリス（ラッテ）

2018年
- 白と黒のアリス -Twilight line-（ラッテ）

2021年
- 妖怪ウォッチ ぷにぷに（花菱烈火）

### 吹き替え

#### 映画
- 101匹わんちゃん（ヴェーデム司祭）
- 山猫は眠らない3 決別の照準（トラン）
- U-571（ラビッド） ※2004年テレビ朝日版

#### ドラマ
- WITHOUT A TRACE/FBI 失踪者を追え!3（ギャビン #11）
- 裸足の青春（チェ・イソン）

#### テレビ番組
- こどもおもしろメカニック

#### アニメ
- ジンジャーの青春日記

### ラジオ
- ヘタリアWEBラジオ 〜ヘタリラ〜 第3回（ゲスト）、第4回（パーソナリティ）
- モモっとトーク第37回・第38回（ゲスト）
- BROTHERS CONFLICTサンラジオ・レジデンス #5、8、11

### デジタルコミック
- VOMIC 裸足でバラを踏め（駒井源五郎）

### ドラマCD
- 明日も、湯梨浜で。（泊美智留）
- 私の下僕くん“4”〜プルトの場合〜（プルト[24]）
- 拝み屋横丁顛末記
- 陽炎ノスタルジア〜新章〜（馗童皇子）
- kiss×sis ドラマCD Vol.1・2（住之江圭太）
- 銀のヴァルキュリアス 1・2（ノア）
- 十五少年漂流記〜二年間の夏休み〜（ジャック）
- 小公女セーラ物語（ベッキー）
- 天外レトロジカル（三好、植木鉢）
- 猫科男子のしつけ方（黒依）※コミックス1巻 初回特典版CD
- マフィアズ・ブラッド〜伊達男ブライトの歪んだ愛情〜Vol.02
- 不思議の国のアリス〜Alice in Wonderland〜（チェシャ猫）
- BROTHERS CONFLICTシリーズ（朝日奈琉生）
  - ドラマCD BROTHERS CONFLICT 13Bros.MTG
  - BROTHERS CONFLICT ドラマCD 兄弟（おれ）たちの日常
  - キャラクターCD 7 with 琉生＆ジュリ
  - キャラクターCD 2ndシリーズ 4 with 光＆琉生
- ヘタリア（リトアニア）
- ベルサイユのばら II（ディアンヌ）
- LOVELESS シリーズ（海堂貴緒）
- Real Rode シリーズ（アルヴァンド）
  - Drama CD Real Rode 〜Pure White Disc〜
  - Drama CD Real Rode 〜Noble Black Disc〜
- 魔女っ子少年マジカルピースドラマCD 〜大正103年・巡る5つの時間軸〜（櫻井陽太／マギ・キング）

### BLCD
- 愛玩少年（香月）
- 愛なんて食えるかよ（寒川愛）
- 明日、彼のベッドで。（波平貴史）
- 甘い口づけ（バスケ部主将、演劇部部長）
- 有栖川家の花嫁（真野水晶）
- いつも王子様が♥（堀篤史[25]）
  - 眠り王子にキスを（堀篤史[26]）
- うちの巫女が言うことには（咲坂葵）
- エス-咬痕-（小鳥遊真生）
- おきざりの天使（嶋中圭一）
- オトナ経験値（村里）
- 限りなくゲームに近い本気（堀慧一）
- 花鳥風月１（糸川一人[27]）
- カテドラルな恋（ルイス・フェルナンド）
- カテドラルな束縛（ルイス・フェルナンド）
- KEEP OUT（冬姫）
- キスができない、恋をしたい（天野脩）
- きみと手をつないで（神堂風威 / 鈴木裕）
- 吸血鬼には向いてる職業（ケイト）
- CRITICAL LOVERS（観鳥晶）
- 軍服は鷹の獲物（蘇芳篤弘）
- 黒の騎士（ダン）
- 恋のまんなか（一之瀬司）
- ここでは密やかに（十野密）
- 仔羊捕獲ケーカク!（山田）
- 修学旅行もスキャンダル（生徒3）
- 純愛えろ期（谷原瑛生[28]）
  - 相愛えろ期
- 女王様の料理人〜美食の悦楽〜（ジョルジュ・ガルニエール）
- 小説家は懺悔する（松永律）
- 仁義VS堅気2（当麻聡一郎）
- 新宿退屈男〜欲望の法則〜（神崎美人）
- 新宿ラッキーホール（レニ[29]）
- スウィートルームに愛の蜜（相模彰弘）
- STAR☆Right スタア☆ライト（鳥丸信也[30]）
- ステイゴールド♡ 〜恋のレッスンAtoZ〜（利多健志郎）
- 捨て猫のカルテ（日高薫）
- 素直になれ!（白馬院葵）
- 3シェイク（岡崎遼一）
- 誓約のうつり香（橘美散）
- 全寮制櫻林館学院 シリーズ
  - 全寮制櫻林館学院〜ゴシック〜（白伊香月）
  - 全寮制櫻林館学院〜ルネサンス〜（白伊香月）
  - 全寮制櫻林館学院〜ロマネスク〜（白伊香月）
- その唇をひらけ（たまき）
- タクミくんシリーズ バレンタインルーレット（岩下政史）
- 猛き龍に抱かれて（瑩張曜）
- チョコストロベリーバニラ（河本拾）
- チョコレートのように（静京一）
- ディア・グリーン（音海紘）※「ルチル」隔月刊化2周年記念 録り下ろしオリジナルドラマCD
- テレビくんの気持ち（烏間蒼太）
- どうしようもないけれど（島野隼人）※「Dear+」100号特別付録CD
- 啼けない鳥（江藤冬稀）
- 白雨（水沢那智）
  - 淡雪（水沢那智）
  - 慈雨（水沢那智）
  - 夏雪（水沢那智）
- ハチミツ浸透圧（宇佐見葉）
- 花のみぞ知る（御崎詔太[31]）
  - 花のみやこで（御崎詔太[32]）
- パラスティック・ソウル（八尋）
- 秘めた恋情を貴方に（柚木崎恒）
- FAN（タレント）
- 不埒なモンタージュ（真野未直）
- プレイゾーン〜肉食彼氏と快感天使〜（サト[33]）
- 真夜中の部屋で（津川翔太郎）
- 密室の密かな星（鵜飼裕太[34]）
  - 密室の密かな星（鵜飼裕太） ※「Dear+」2013年5月号特別付録ミニドラマCD
- みづいろとぴんく、それからだいだい。（大洋）
- 妄想♥カタログ（笹塚）
- 野蛮なロマンチシスト（倉橋多聞）
- 誘惑のデカメロン〜千と一夜の愛に溺れて〜（椎名智彦）
- 夢見る星座（稔）
- ラブネコ（ネココ）
- ロマンティックな恋愛契約（高田行雄）
- 由利先生は今日も上機嫌（六車太郎）
- ドラッグレス・セックス（薬師寺'[35]）

### ラジオ・朗読CD
- 近藤隆のももんがあッCD 武内健の舞
- DJCD ラジオ☆ロデ Vol.1
- リアルロデ with 羊でおやすみシリーズ 〜Sleep in The Rode（羊もあるよ☆）〜 vol.2 アルヴァンド&ラクロ編
- BROTHERS CONFLICT WEBラジオ DJCD サンラジオ・レジデンス vol.1
- BROTHERS CONFLICT WEBラジオ DJCD サンラジオ・レジデンス vol.2
- BROTHER CONFLICT  WEBラジオ DJCD サンラジオ・レジデンス リターンズ

### 映画
- クロスファイア（ガヤ）

### その他コンテンツ
- 第73作「存在証明（ンデマモ）」 - 札幌市青少年科学館プラネタリウム オート番組（僕）
- リクルートHP/就職サミット（犬飼ケン）

## ディスコグラフィ

### キャラクターソング
| 発売日   | 商品名                                                                | 歌 | 楽曲                       | 備考                                                 |
| 2010年   | 2010年                                                                | 2010年 | 2010年                     | 2010年                                               |
| -------- | --------------------------------------------------------------------- | --- | -------------------------- | ---------------------------------------------------- |
| 2月25日  | ヘタリア Axis Ｐowers DVD第7巻特典CD                                  | リトアニア（武内健）                                                                                               | 「まるかいて地球」         | Webアニメ『ヘタリア Axis powers』関連曲              |
| 2012年   |                                                                       | |                            |                                                      |
| 9月26日  | ヘタリア DIGITAL SINGLE THE BEST ぷらす α                             | ラトビア（たなかこころ）、リトアニア（武内健）、エストニア（高坂篤志） with ロシア（高戸靖広）                     | 「平和っていいな...」      | Webアニメ『ヘタリア Axis powers』関連曲              |
| 2013年   |                                                                       | |                            |                                                      |
| 7月31日  | 14 to 1                                                               | ASAHINA Bros.+JULI                                                                                                 | 「14 to 1」                | テレビアニメ『BROTHERS CONFLICT』エンディングテーマ  |
| 10月23日 | BROTHERS CONFLICT キャラクターソング コンセプトミニアルバム2 コ☆ド☆モ | 琉生（武内健）、昴（小野大輔）、祈織（浪川大輔）、侑介（細谷佳正）、風斗（KENN）、弥（梶裕貴）、ジュリ（神谷浩史） | 「挑発 Machine☆Gun」       | テレビアニメ『BROTHERS CONFLICT』関連曲              |
| 10月23日 | BROTHERS CONFLICT キャラクターソング コンセプトミニアルバム2 コ☆ド☆モ | 琉生（武内健）、ジュリ（神谷浩史）                                                                                 | 「だいすきを守る僕らの唄」 | テレビアニメ『BROTHERS CONFLICT』関連曲              |
| 12月25日 | BROTHERS CONFLICT 第5巻 特典CD                                        | 琉生（武内健）、ジュリ（神谷浩史）                                                                                 | 「1&Pet to 1」             | テレビアニメ『BROTHERS CONFLICT』関連曲              |
| 2015年   |                                                                       | |                            |                                                      |
| 1月28日  | I LOVE YOUが聞こえない                                                | ASAHINA Bros.+JULI                                                                                                 | 「I LOVE YOUが聞こえない」 | OVA『BROTHERS CONFLICT』エンディングテーマ           |
| 2017年   |                                                                       | |                            |                                                      |
| 9月27日  | ボーイフレンド（仮）プロジェクト ミュージックアルバム 藤城学園 #01    | 雨宮久遠（武内健）                                                                                                 | 「ぼくに教えてくれた人」   | ゲーム『ボーイフレンド（仮） きらめき☆ノート』関連曲 |

### ユニットメンバー
1. 1 2  雅臣（興津和幸）、右京（平川大輔）、要（諏訪部順一）、光（岡本信彦）、椿（鈴村健一）、梓（鳥海浩輔）、棗（前野智昭）、琉生（武内健）、昴（小野大輔）、祈織（浪川大輔）、侑介（細谷佳正）、風斗（KENN）、弥（梶裕貴）、ジュリ（神谷浩史）